# Мехриан
Мехриа́н, или Мехриа́н-э-Олиа́, или Мехреба́н, или Мехрея́н (перс. مهريان‎) — небольшой город на юго-западе Ирана, в провинции Кохгилуйе и Бойерахмед. Входит в состав шахрестана Бойерахмед. Является северным пригородом Ясуджа.
На 2006 год население составляло 4 857 человек.

## География
Город находится на востоке Кохгилуйе и Бойерахмеда, в горной местности центрального Загроса, на высоте 1 850 метров над уровнем моря.
Мехриан расположен на расстоянии нескольких километров к северу от Ясуджа, административного центра провинции и на расстоянии 545 километров к югу от Тегерана, столицы страны.